# GT赛车3 A-Spec
《GT賽車3 A-Spec》是一款在索尼PlayStation 2上发行的竞速游戏。《GT赛车3》由Polyphony Digital制作、索尼電腦娛樂于2001年发行。

## 评价
本游戏收到普遍好评。GameRankings和Metacritic给出94.54%和95/100的分数。

## 外部連結
- GT賽車3 A-Spec影片 （页面存档备份，存于）